# Stazione di Osoppo
Stazione di Osoppo vasútállomás Olaszországban, Osoppo településen.

## Vasútvonalak
Az állomást az alábbi vasútvonalak érintik:
- Gemona del Friuli–Sacile-vasútvonal

## Kapcsolódó állomások
A vasútállomáshoz az alábbi állomások vannak a legközelebb:
- Stazione di Majano
- Stazione di Gemona del Friuli